# Oberehesberg
Oberehesberg ist ein Gemeindeteil des Marktes Presseck im Landkreis Kulmbach (Oberfranken, Bayern). Die Gemarkung Oberehesberg hat eine Fläche von 2,249 km². Sie ist in 295 Flurstücke aufgeteilt, die eine durchschnittliche Flurstücksfläche von 7622,66 m² haben. In ihr liegt neben dem namensgebenden Ort der Gemeindeteil Unterehesberg.

## Geografie
Das Dorf liegt am Südhang der Hohlohe (680 m ü. NHN), einer Erhebung des Frankenwaldes. Ein Anliegerweg führt an Schafhaus vorbei zur Kreisstraße KU 24 beim Schafhof (1,5 km südöstlich).

## Geschichte
Der Ort wurde 1126 als „Hepersperch“ erstmals urkundlich erwähnt. Es wurde als Waldhufendorf angelegt.
Gegen Ende des 18. Jahrhunderts bestand Oberehesberg aus acht Anwesen. Das Hochgericht übte das bambergische Centamt Wartenfels aus. Grundherren waren das Amt Wartenfels (3 Höfe, 2 Halbhöfe, 1 Häuslein) und das Rittergut Seibelsdorf (2 Sölden).
Mit dem Gemeindeedikt wurde Oberehesberg dem 1808 gebildeten Steuerdistrikt Wartenfels und der im selben Jahr gebildeten Ruralgemeinde Wartenfels zugewiesen. Am 1. Mai 1978 wurde Oberehesberg im Rahmen der Gebietsreform in die Gemeinde Presseck eingegliedert.

### Einwohnerentwicklung
| Jahr      | 001818 | 001819 | 001861 | 001871 | 001885 | 001900 | 001925 | 001950 | 001961 | 001970 | 001987 |
| Einwohner |        | 65 *   | 64     | 65     | 64     | 50     | 50     | 59     | 37     | 28     | 31     |
| Häuser    | 9      |        |        |        | 9      | 9      | 9      | 9      | 9      |        | 10     |
| Quelle    | [ 8 ]  | [ 11 ] | [ 12 ] | [ 13 ] | [ 14 ] | [ 15 ] | [ 16 ] | [ 17 ] | [ 18 ] | [ 19 ] | [ 1 ]  |

## Religion
Oberehesberg ist seit der Reformation gemischt konfessionell. Die Katholiken sind nach St. Bartholomäus (Wartenfels) gepfarrt, die Protestanten gehören zur Pfarrei Seibelsdorf.